# جسر سكة الحديد التركية فوق وادي بئر السبع

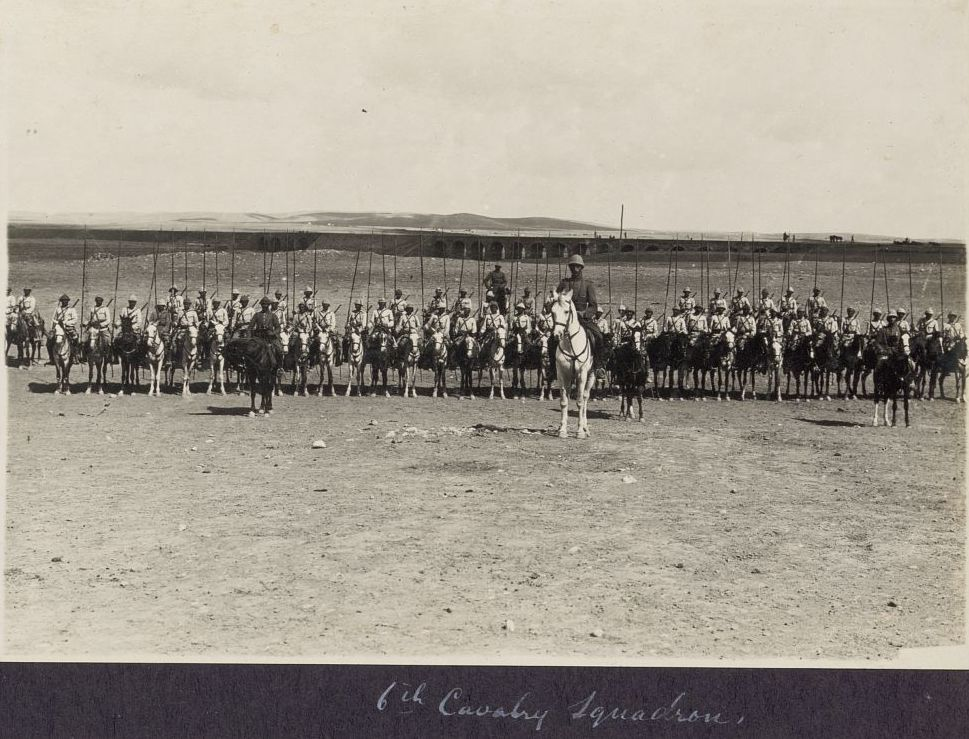
فرقة من الخيالة العثمانية، 1917. يُشاهد في الخلف جسر بئر السبع.

جسر سكة الحديد التركية فوق وادي بئر السبع: هو جسر حجري مُقوَّس بُني عام 1916 لخدمة الجيش العثماني كجزء من سكة الحديد من وادي الصرار (ناحال سوريك) إلى القسيمة، وهو فرع من السكة الحديدية العسكرية الشرقية المتجهة إلى غرب شبه جزيرة سيناء من أجل نقل الجنود والمعدات والإمدادات العسكرية كجزء من الجهد اللوجستي العثماني الألماني خلال حملة سيناء وفلسطين إبان الحرب العالمية الأولى. توقف استخدام الجسر في أيار/مايو 1917؛ وصل خط سكة حديد رفح-بئر السبع البريطاني، الذي اكتمل العمل فيه وافتتح في مايو 1918، إلى بئر السبع من الشمال الغربي، وهكذا ظل الجسر التركي جنوب المدينة بلا استخدام حتى بعد سقوط المنطقة في أيدي البريطانيين. حتى عام 1920، كانت حركة المرور بين بئر السبع ومركز الشرطة البريطاني الموجود في بئر عسلوج تمرُّ فوق الجسر. بعد احتلال بئر السبع خلال حرب 1948، أُعيد استخدام الجسر مرة أخرى لمرور المركبات والمُشاة بين أحياء المدينة. بُنِيَ جسر سكة حديد جديد على فرع السكة الحديدية من بئر السبع إلى رمات حوفاف.
يبلغ طول الجسر 190 مترًا، وكان لسنوات عديدة أطول جسر في إسرائيل. تم ترميم الجسر وتجهيزه لمرورالمشاة كجزء من مشروع إعادة تأهيل وتطوير منتزه وادي بئر السبع.

## بناءالسكة الحديدية الشرقية
سكة الحديد الشرقية هي استمرار لسكة حديدالسامرة، والتي بدورها كانت متصلة بسكة حديد مرج ابن عامر. مر الفرع عبر جنين وسهل عرابة إلى نابلس. في عام 1915، تصاعدت المواجهة بين الإمبراطورية العثمانية والإمبراطورية البريطانية من أجل السيطرة على قناة السويس. في نفس العام، بدأ العثمانيون، بمساعدة ألمانية، ببناء خط سكة حديد على طول سهل شارون ووادي الخليل والنقب، إلى جانب محطات طولكرم واللد ووادي الصرار وبئر السبع، بينما كان من المفروض أن تكون المحطة النهائية للقطار في مدينةالإسماعيلية على الضفة الغربية للقناة.
كان خط السكة الحديدية طريق إمدادات من دمشق إلى الجبهة في حملة سيناء وفلسطين، مما ساعد في محاولة الاستيلاء على قناة السويس. لذلك، كانت السكة المؤدية إلى بئر السبع تُسمّى أيضًا السكة الطولية، لأنها كانت أول سكة تعبر على طول فلسطين (في العقود السابقة، بُنيَت سكتان فرعيتان في فلسطين: سكة حديد القدس، وخط سكة حديد مرج بن عامر، وكان الهدف من السكة الطولية ربط السكتين معًا). تم تعيين مهندس السكك الحديدية الألماني هاينرش أوغوست مايسنر، الذي ساهم بشكل كبير في بناء شبكة السكك الحديدية العثمانية (وخاصة في بناءسكة حديد الحجاز)، مديرًا لأعمال وضع السكك الحديدية.
في أكتوبر 1915، تم افتتاح السكك الحديدية الطولية (التي تسمى رسميًّا "قسم مصر من سكة حديد الحجاز") في حفل مهيب. غادر قطار خاص دمشق متّجهًا جنوبًا، وفي محطة سكة حديد وادي الصرار (نقطة تقسيم السكة الحديدية إلى القدس والمسار الطولي) استقلته شخصيات رفيعة المستوى، بما في ذلك القائد العام التركي جمال باشا، وكبار ضباط جيوش الإمبراطورية الألمانية وجيش الدولة العثمانية، وبعض القناصل الأوروبيين. ولدى وصولهم إلى محطة قطار بئر السبع، التي زُيِّنَت بأعلام الدولة العثمانية، مروا عبر باب الشرف وشاركوا في حفل مثير للإعجاب تضمَّن عرضًا عسكريًّا وأوركسترا، وحضره جمهورٌ غفير من المواطنين. بالإضافة إلى ذلك، تم إلقاء العديد من الخطب، وأقيمت صلاة أعقبها دُعاء من أجل سلامة السلطان العثماني، وحصل هاينرش أوغوست مايسنر باشا، مهندس السكك الحديدية، على ميدالية تقديرًا له على عمله.
كانت محطة قطار بئر السبع محطة رئيسية على شبكة السكك الحديدية العثمانية في فلسطين. لذلك شُيِّد فيها مبنى المحطة، ومبنى آخر مستقلّ خُصِّص لمدير المحطة، وبرج مياه وورشة لإصلاح القاطرات.

## بناء الجسر

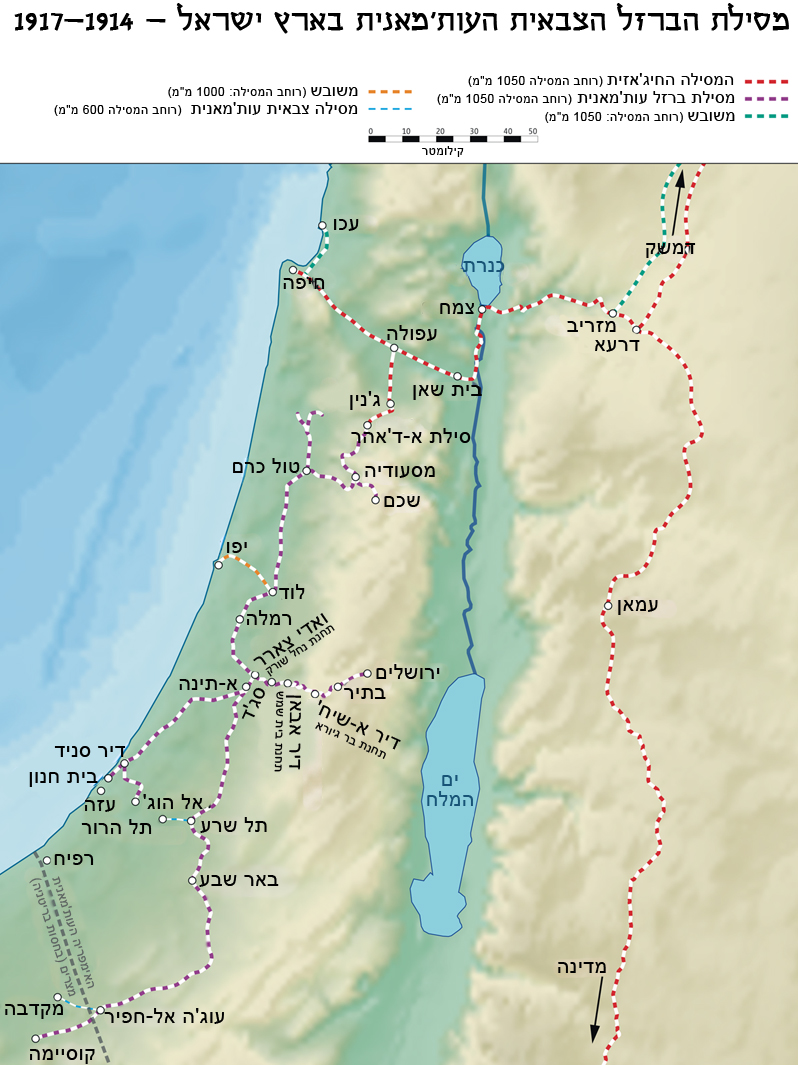
سكة الحديد العسكرية العثمانية في فلسطين 1914-1917

أصبحت بئر السبع، التي تأسست عام 1900 على الضفة الشمالية لوادي بئر السبع، المركز اللوجستي للمجهود الحربي العثماني للسيطرة على شبه جزيرة سيناء استعدادًا للاستيلاء على منطقة قناة السويس. تضاعف عدد سكان المدينة أربعة أضعاف خلال سنوات الحرب العالمية الأولى، وشُيِّدت المباني العامَّة الرائعة، مثل: المنازل الحكومية، والمستشفيات، والمدارس. وكان معظم سكان المدينة من العرب الذين وفدوا إليها من الخليل وغزة، ولكن المئات من عمال مدّ السكك الحديدية وعمال القطارات، كانوا من اليهود الذين استقروا هناك. كان وادي بئر السبع، على الرغم من جفافه أغلب العام، مصدر الحياة في المدينة، وكانت جميع الآبار تضخ في هذه المنطقة تضُخُّ المياه من المياه الجوفية التي موردها من الوادي تحت الأرض. يعتبر هذا الوادي من أكبر الوديان وأغزرها في فلسطين، خاصة خلال فترة الفيضانات. كانت هذه المعطيات معروفة لمصممي الجسر الذين اختاروا لبناء الجسر المكان الذي يكون فيه المجرى واسعًا وضحلًا. تم وضع مخططات البناء من قبل المهندس الألماني يوزيف فيناجل (Josef Wennagel) في القدس، وعُهِدَ بالتنفيذ إلى مهندس السكك الحديدية الألماني هاينرش أوغوست مايسنر باشا، الذي أدار جميع مشاريع سكة حديد الحجاز.
تم بناء الجسر من قبل مقاولين يهود، بعد فوزهم بالمناقصة، وكان الشركاء: ميخائيل إرليخ وإلياهو يانوفسكي. خلال واحدة من أصعب فترات الاستيطان اليهودي في فلسطين، قاموا بتجنيد حوالي 150 عاملًا، بالإضافة إلى حرفيين مثل قاطعي الحجارة والبنائين اليهود (كان معظمهم من المهاجرين اليمنيين). حظي المشروع بتشجيع المنظمة الصهيونية باعتباره قيمة للعمل العبري، ووسيلة يمكن أن تخفف أعباء المستوطنات اليهودية من ضغوطات الحرب، التي نجمت عنها مجاعة في كل بلاد الشام. بدأ العمل في بناء الجسر في 11 كانون الثاني/يناير عام 1916، وحُفِرَت الحفر لوضع قواعد الجسر. واجهت المقاولين مصاعبُ جمّة، أولًا دُمِّرت أساسات الجسر في فيضان، ثمّ تفشّى وباء التيفوس في المدينة، ومرض العديدُ من العُمّال، وعولجوا في المستشفيات التي أُنشئت في المدينة، فغادر بعض العمال الموقع وتوقف العمل في المشروع. في محنتهم، توجه الشركاء إلى الدكتور يعقوب طهون، مديرالمكتب الإسرائيلي (الذراع التنفيذي للمنظمة الصهيونية العالمية)، وطلبوا المساعدة في جلب عمال آخرين. بعد النجاح في جلب العُمّال، تواصَلَ العملُ حتى آب/أغسطس من ذلك العام (بالإجمالي حوالي ستة أشهر)، وخلال هذه الفترة قُتِل العُمّالُ اليهود بسبب القصف البريطاني الذي كان يهدف إلى إيقاف العمل في بناء الجسر. بلغت تكلفة البناء 11 ألف فرنك فرنسي. لكنَّ المقاولين لم يتقاضيا الدفع إلا بعد عام من التآكل التضخمي، وسقطا في الديون.
كان الجسر واحدًا من سلسلة من الجسور والمعابر المائية التي امتدّت من بئر السبع إلى القسيمة في سيناء. وصلت السكة الحديدية التي مرَّت فوق الجسر إلى عوجة الحفير، ومن هناك إلى القسيمة. خلال فترة تشغيله، كان طول خط السكة الحديد من العفولة إلى سيناء حوالي 300 كيلومتر.
لم تعُد السكة الحديدية موجودة اليوم، ولكن لا يزال من الممكن رؤية بقايا التلة الترابية التي وُضِعَت فوقها السكة على أطراف المخارج الجنوبية لبئر السبع باتجاه مفترق بئر عسلوج (بئر مشأفيم)، التي ما زالت بقايا التلية الترابية ماثلة للعيان حتى اليوم.

## ما بعد الحرب

حافلة تسافر على الجسر الحديدي الذي بني فوق الجزء المتهدّم من الجسر خلال فيضان، ستينيات القرن العشرين.

على منوال سكة حديد مرج ابن عامر الضيقة، كان عرض سكة الحديد هذه 105 سم فقط، ولم يساعد هذا الأمر في الحفاظ على السكك الحديدية بعد الاحتلال البريطاني، فتمَّ تفجير جسر السكك الحديدية في بئر عسلوج على أيدي البريطانيين في عام 1917، وعانت الجسور الأخرى من نفس المصير. كان جسر وادي بئر السبع قيد الاستخدام حتى عام 1920، عندما تم استخدامه للمرور بين بئر السبع وبئر عسلوج، حيث أنشأ البريطانيون معسكرًا ومركزًا للشرطة هناك. بعد خمس سنوات، تم تفكيك السكة. لم تُنفّذ خطط تفكيك أحجار الجسور في عام 1941.
بما أنّ هذا الجسر بُني كجسر للسكك الحديدية فإنّ عرضه لم يتجاوز 4 أمتار. لذلك لم يكُن صالحًا كي تسافر من فوقه المركبات. على الرغم من ذلك، وبعد قيام دولة إسرائيل، تم إعداد الجسر كي يكون صالحًا لذلك، وبُنِيَ فوقه طريق من الإسفلت. تم إغلاق الجسر أمام حركة مرور المركبات في عام 1962، ولكن استمر استخدامه أثناء الفيضانات كبديل لجسر أبراهام، الذي كان في ذلك الوقت مخاضة، يربط المزارع والقرى الموجودة جنوب الوادي بالبلدة القديمة في بئر السبع. في عام 1965، تضرر الجسر بسبب فيضان تسبب في انهيار أحد أعمدته. جرت محاولة لإصلاحه بجسر حديدي، لكن هذا الإصلاح استمر لعدة أشهر، حتى الانتهاء من بناء جسر بديل. منذ ذلك الحين لم يُستَخدَم الجسرُ منذ عقود.
في عام 1995، أعادت شركة خطوط السكك الحديدية الإسرائيلية رصف فرع قصير من الجسر يؤدي من بئر السبع إلى رمات حوفاف بهدف نقل البضائع. بالإضافة إلى ذلك، تم بناء جسر خرساني جديد إلى جوار الجسر القديم.
في عام 2017، جرى ترميم الجسر استعدادًا للاحتفالات بالذكرى المئوية لمعركة بئر السبع، ومنذ ذلك الحين تم استخدامه لمرورالمشاة كجزء من برنامج إعادة تأهيل وتطوير منتزه وادي بئر السبع.

## هيكل الجسر

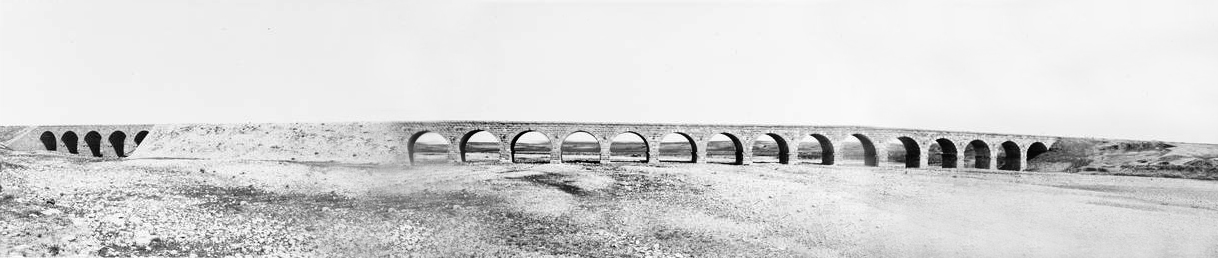
الجسر عام 1919

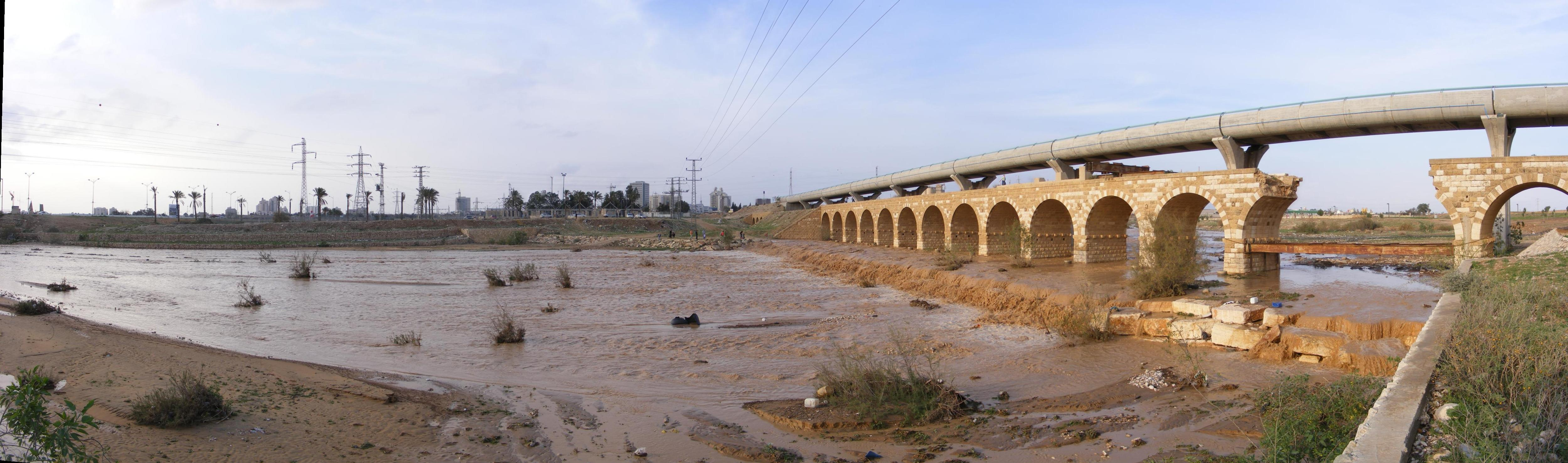
الجسر عام 2012

الجسر مبني من الحجر المصفر، طوله الكامل 190 مترًا. يقع الجسر على جزيرة غرينية طولها 40 مترًا، ويحتوي على 20 قوسًا نصف دائرية، خمسة في القسم الشمالي من الجزيرة، و 15 قوسًا في القسم الجنوبي.
كانت تقنية البناء هذه معروفة للمهندسين من العصر الروماني، إذ من السهل تكرارها ومدّ الجسور أوالقنوات الطويلة جدًا، عمليًّا دون أي صعوبة. ومن السهل بهذه الطريقة متابعة التضاريس، والحصول على توازن أفقي مستقيم، وهو أمر ضروري في جسور السكك الحديدية (عن طريق إطالة أو تقصير الأعمدة). وبما أن هذه الوديان الصحراوية لا تسير فيها القوارب، فإن الفتحات الصغيرة بين الأعمدة تكفي أن تكون من أربعة إلى ستة أمتار فحسب. بالإضافة إلى ذلك، فإنّ مواد البناء (الحجر والحصى والرمل) متوفِّرة بكثرة في الصحراء، ومن السهل نقلها نسبيًّا.

## الجسر وبقايا السكة المؤدية إلى سيناء
```
حالة هذا الجسر جيِّدة نسبيًّا إذا ما قورنَ بالجسور الأخرى على طول السكّة المؤدية إلى 
سيناء
، فقد تم تفجير معظم الجسور الكبيرة فوق وادي لبن 
ووادي غزة
، ووادي رفيفيم في ليلة 22-23 أيار/مايو 
1917
 من قبل قوة مداهمة بريطانية، ضمت لواء فرسان من فرقة أنزاك وكتيبتين هندسيتين، ومع مرور الأعوام انطمست آثارُها، وتفككت أحجارها المنقوشة واستُخدِمت في البناء، ولكن لا يزال هناك عدد من الجسور الجميلة والممرات المائية المقوسة التي بقيت صامدة حتى يومنا هذا، ولا سيما جسر السكك الحديدية التركي فوق مجرى وادي بئروتايم الذي جرى ترميمه، ويستخدم اليوم لمرور المركبات.
```